# Ключ 107
Ключ 107 (трад. и упр. 皮) — ключ Канси со значением «кожа»; один из 23, состоящих из пяти штрихов.
В словаре Канси есть 94 символа (из 49 030), которые можно найти c этим ключом.

## История
Изначально словарь состоял из 540 идеограмм, но впоследствии был отредактирован и уменьшен (путем исправления ошибок и упразднения ненужных ключей) до классического ныне существующего списка в 214 иероглифических ключа, среди которых идеограмма 皮 в переводе с кит. — «кожа» отображала руку, держащую кожу животного. В современном варианте иероглиф имеет значения, аналогичные древним изображениям и имеют отношение к коже и её выделке

### Древние изображения
Древние изображения современного варианта иероглифического ключа помогают понять изначальное значение, задуманное предками.
- Вид в Цзиньвэнь
- Вид в большой печати Чжуаньшу
- Вид в малой печати Чжуаньшу

## Значение
В современном китайском языке данный иероглифический ключ встречается редко и имеет следующие значения:
1. Кожный покров животных и растений
2. Обработанная кожа
3. Поверхностный
4. Поверхность, покрытие, слой
5. Очень тонкие предметы
6. Одна из китайских фамилий
7. Кожа
8. Непослушный

## Варианты прочтения
Данный иероглифический ключ используется в письменности Китая, Тайваня, Японии, Кореи, Вьетнама и имеет разные варианты прочтения, произношения и написания, в зависимости от региона, языка и наречий:
- кит. 皮, пиньинь pí, пи
- яп. 毛皮, kegawa, кегава
- яп. ヒ, hi, хи
- яп. かわ, kawa, кава
- кор. 가죽 gajuk, гаджук?, 피 pi, пи?

## Примеры иероглифов
В данной таблице представлен примерный список иероглифов с использованием ключа 107.
| Доп. штрихи | Иероглифы        |
| ----------- | ---------------- |
| 0           | 皮               |
| 3           | 㿪𤿍皯           |
| 4           | 㿫㿬             |
| 5           | 㿭㿮皰           |
| 6           | 㿯㿰𤿤𤿦         |
| 7           | 㿱𤿪𤿭𤿰𤿱𤿲皳皴 |
| 8           | 㿲㿳龾皵         |
| 9           | 㿴㿵皶皷皸皹𥀌𥀈 |
| 10          | 㿶㿷皺           |
| 11          | 㿸皻             |
| 12          | 皼               |
| 13          | 㿹皽𥀪           |
| 14          | 𥀬               |
| 15          | 㿺皾𥀳           |

- Примечание: Ваш браузер может отображать иероглифы неправильно.